# 偕
偕（英语：Geminal）在化学中是指两个官能团均连于同一原子（如碳）上，如偕二氯乙烷即是指1,1-二氯乙烷。命名法中可用gem-/偕-来表示，前者源于拉丁语词汇gemini（双胞胎）。
偕二醇一般是不稳定的。